# Tweedaagse van Vlaanderen

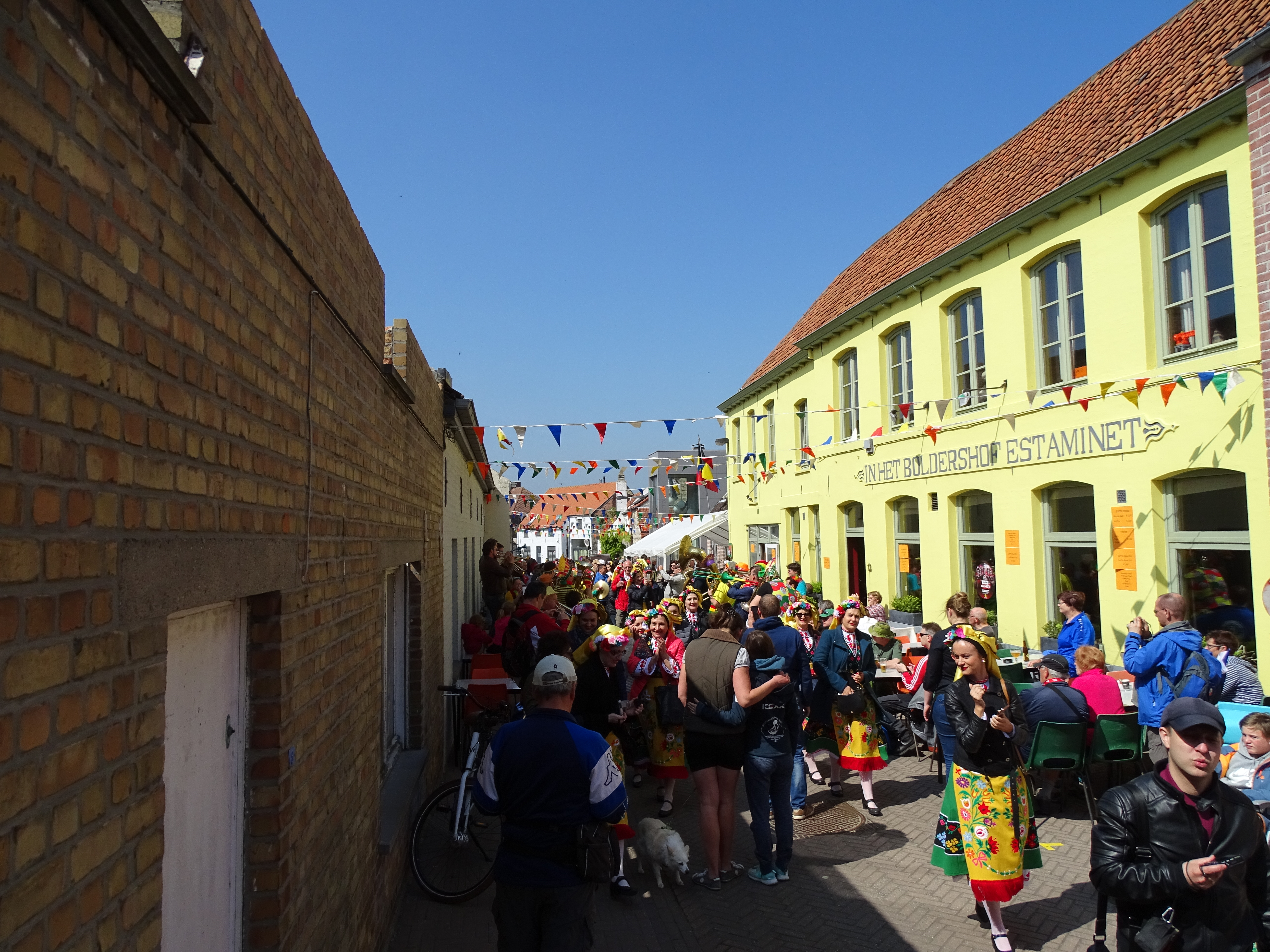
Volksfeststimmung bei den Tweedaagse van Vlaanderen 2017.

Der Internationale Tweedaagse van Vlaanderen ist eine zweitägige Volkswanderung, Traditionell findet die Veranstaltung am ersten Maiwochenende im belgischen Blankenberge statt. Veranstalter ist die Internationale Tweedaagse van Vlaanderen vzw.

## Geschichte
Die ersten Internationale Tweedaagse van Vlaanderen wurden im Jahr 1969 organisiert. Der Marsch ist Teil der Marschveranstaltungen der International Marching League (IML) und seit 1987 Gründungsmitglied der IML.

## Durchführung
Jeden Tag können die Teilnehmer zwischen verschiedenen Distanzen wählen. Die Streckenführung führt einmal in Richtung Ostende einmal in Richtung Knokke. Jährlich wird die Reihenfolge gewechselt. Die Veranstalter wählen in jedem Jahr ein neues Thema für die Wanderung aus.
Distanzen:
- 6 km – Familienwanderung
- 15 km – animierte Wanderung
- 24 km – sportive Naturwanderung
- 42 km – Marathonwanderung

## Auszeichnungen
Als Auszeichnung werden nach erfolgreichen Absolvieren der Internationale Tweedaagse van Vlaanderen eine jährlich wechselnde, dem Thema angepasste, nicht tragbare Medaille und ein Aufnäher verliehen.